# Subdivisions des Comores

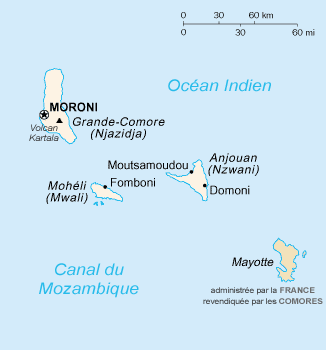
Carte des Comores.

Le territoire de l'Union des Comores est divisé en 3 îles autonomes et celles-ci en 54 communes (Loi no. 11-006/AU du 2 mai 2011, promulguée le 21 juillet 2011). Pour des raisons administratives les communes sont groupées en 16 préfectures, réparties comme il suit : 
Île autonome de Grande Comore (Ngazidja)
- préfecture de Moroni-Bambao, chef-lieu : Moroni - 4 communes
- préfecture de Hambou, chef-lieu Mitsoudjé - 2 communes
- préfecture de Mbadjini-Ouest, chef-lieu Dembéni - 2 communes
- préfecture de Mbadjini-Est, chef-lieu Foumbouni - 3 communes
- préfecture de Oichili-Dimani, chef-lieu Koimbani - 3 communes
- préfecture de Hamahamet-Mboinkou, chef-lieu Mbéni - 3 communes
- préfecture de Mitsamiouli-Mboudé, chef-lieu Mitsamiouli - 6 communes
- préfecture d'Itsandra-Hamanvou, chef-lieu N'Tsoudjini - 5 communes

Île autonome de Anjouan (Ndzwani)
- préfecture de Mutsamudu, chef-lieu Mutsamudu - 4 communes
- préfecture de Ouani, chef-lieu : Ouani - 3 communes
- préfecture de Domoni, chef-lieu : Domoni - 5 communes
- préfecture de Mrémani, chef-lieu : Mrémani - 5 communes
- préfecture de Sima, chef-lieu Sima - 3 communes

Île autonome de Mohéli (Mwali)
- préfecture de Fomboni, chef-lieu Fomboni - 3 communes
- préfecture de Nioumachioi, chef-lieu : Nioumachoua - 2 communes
- préfecture de Djando, chef-lieu : Wanani  - 1 commune

## Sources
- http://halidiallaoui.over-blog.com/article-comores-les-decrets-du-21-juillet-2011-promulgant-les-lois-sur-l-organisation-territoriale-et-sur-l-84510874.html
- http://ddata.over-blog.com/0/42/32/75/Les-lois-sur-la-decentralisation-aux-Comores-2011.pdf (PDF)